# کریستف لاون
کریستف لاون (فرانسوی: Christophe Lavainne‎؛ زادهٔ ۲۲ دسامبر ۱۹۶۳) دوچرخه‌سوار اهل فرانسه است.